# Dzmitryj Dasjtsjynski
Dzmitryj Oeladzimiravitsj Dasjtsjynski (Wit-Russisch: Дзмітрый Уладзіміравіч Дашчынскі)  (Minsk, 9 november 1977) is een Wit-Russische freestyleskiër, gespecialiseerd op het onderdeel aerials. Hij vertegenwoordigde zijn vaderland op vijf achtereenvolgende Olympische Winterspelen; Nagano 1998, Salt Lake City 2002, Turijn 2006, Vancouver 2010 en Sotsji 2014.

## Carrière
Bij zijn wereldbekerdebuut, in december 1995 in Tignes, scoorde Dasjtsjynski direct zijn eerste wereldbekerpunten. Een maand later eindigde hij in Lake Placid voor de eerste maal in zijn carrière in de top tien van een wereldbekerwedstrijd. In januari 1997 stond Dasjtsjynski in Breckenridge voor de eerste keer op het wereldbekerpodium. Op 17 januari 1999 boekte hij in Steamboat Springs zijn eerste wereldbekerzege. In het seizoen 2005/2006 legde Dasjtsjynski beslag op de eindzege in het aerialsklassement.
In zijn carrière nam Dasjtsjynski acht keer deel aan de wereldkampioenschappen freestyleskiën. Tweemaal behaalde hij daarbij de zilveren medaille, op de wereldkampioenschappen freestyleskiën 2001 in Whistler en op de wereldkampioenschappen freestyleskiën 2007 in Inawashiro.
Dasjtsjynski nam deel aan vijf Olympische Winterspelen. Op de Olympische Winterspelen van 1998 in Nagano veroverde hij de bronzen medaille. Acht jaar later, op de Olympische Winterspelen van 2006 in Turijn, sleepte hij de zilveren medaille in de wacht.

## Resultaten

### Olympische Spelen
| Jaar | Plaats         | Resultaten  |
| ---- | -------------- | ----------- |
| 1998 | Nagano         | Aerials     |
| 2002 | Salt Lake City | 7e Aerials  |
| 2006 | Turijn         | Aerials     |
| 2010 | Vancouver      | 11e Aerials |
| 2014 | Sotsji         | 8e Aerials  |

### Wereldkampioenschappen
| Jaar | Plaats               | Resultaten  |
| ---- | -------------------- | ----------- |
| 1997 | Nagano               | 18e Aerials |
| 1999 | Hasliberg            | 8e Aerials  |
| 2001 | Whistler             | Aerials     |
| 2003 | Deer Valley          | 13e Aerials |
| 2005 | Ruka                 | 4e Aerials  |
| 2007 | Madonna di Campiglio | Aerials     |
| 2009 | Inawashiro           | 22e Aerials |
| 2013 | Voss                 | 12e Aerials |

### Wereldbeker
Eindklasseringen
| Seizoen   | Algm   | AE     |
| --------- | ------ | ------ |
| 1995/1996 | 40e    | 16e    |
| 1996/1997 | 26e    | 12e    |
| 1997/1998 | 38e    | 15e    |
| 1998/1999 | Zilver | Zilver |
| 1999/2000 | 9e     | 5e     |
| 2000/2001 | 5e     | Brons  |
| 2001/2002 | 16e    | 9e     |
| 2002/2003 | 27e    | 12e    |
| 2003/2004 | 7e     | Zilver |
| 2004/2005 | 15e    | 5e     |
| 2005/2006 | 4e     | Goud   |
| 2006/2007 | 21e    | 9e     |
| 2007/2008 | 7e     | Brons  |
| 2008/2009 | 23e    | 6e     |
| 2009/2010 | 38e    | 17e    |
| 2011/2012 | 18e    | 6e     |
| 2012/2013 | 18e    | 6e     |

Wereldbekerzeges
| Datum            | Plaats            | Onderdeel |
| ---------------- | ----------------- | --------- |
| 17 januari 1999  | Steamboat Springs | Aerials   |
| 24 januari 1999  | Heavenly          | Aerials   |
| 27 januari 2001  | Sunday River      | Aerials   |
| 5 december 2003  | Ruka              | Aerials   |
| 31 januari 2004  | Deer Valley       | Aerials   |
| 5 maart 2005     | Špindlerův Mlýn   | Aerials   |
| 18 december 2005 | Changchun         | Aerials   |
| 14 januari 2006  | Deer Valley       | Aerials   |
| 5 februari 2006  | Špindlerův Mlýn   | Aerials   |
| 19 maart 2006    | Apex              | Aerials   |
| 22 december 2007 | Lianhua           | Aerials   |
| 17 maart 2012    | Voss              | Aerials   |
| 12 januari 2013  | Val Saint-Come    | Aerials   |